# الکساندرو وایدا-ووئوود
الکساندرو وایدا-ووئوود (رومانیایی: Alexandru Vaida-Voevod؛ ۲۷ فوریهٔ ۱۸۷۲ – ۱۹ مارس ۱۹۵۰) سیاست‌مدار اهل کشور رومانی بود. وی حامی و هوادار اتحاد ترانسیلوانی (قسمتی از اتریش-مجارستان، قبل از سال ۱۹۱۸) با پادشاهی قدیم رومانی بود. وی بعدها به عنوان نخست وزیر رومانی، سه دوره در رومانی بزرگ خدمت کرده بود.